# Taśmociąg

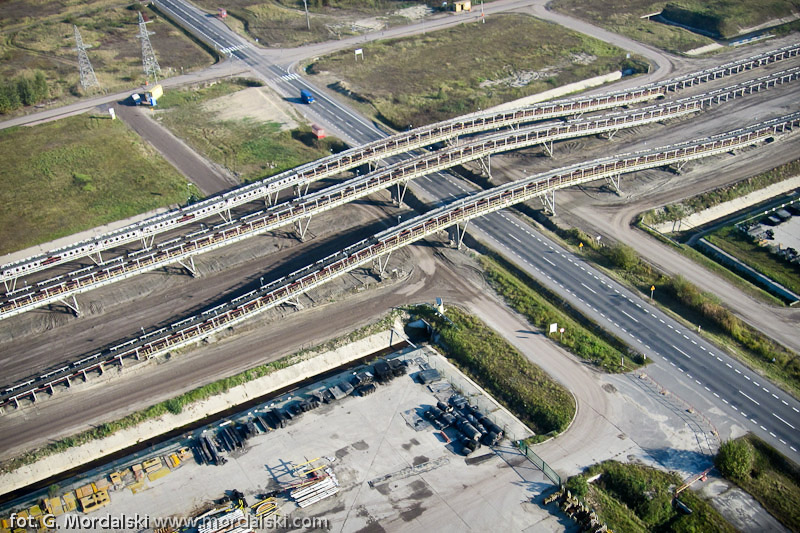
Taśmociąg kopalni węgla brunatnego Bełchatów poprowadzony ponad jezdnią, widok z lotu ptaka, fot. 2012 r.

Taśmociąg – układ połączonych szeregowo przenośników taśmowych. Często błędnie utożsamiany z przenośnikiem taśmowym. 
Pojedynczy przenośnik może mieć długość nawet 20 kilometrów, a cały taśmociąg - setki kilometrów.